# بيرة عاريان
بيرة عاريان وهي قرية تقع في قضاء قوشتبة  في محافظة أربيل شمال العراق.